# Julien Guerrier
Julien Guerrier (La Rochelle, 1º luglio 1985) è un golfista francese.

## Carriera
Il 20 ottobre 2024 ha conquistato la prima vittoria sull'European Tour vincendo l'Andalucia Masters ai playoff dopo la nona extra buca.

## Vittorie professionali (7)

### European Tour vittorie (1)
| Legenda                 |
| Tornei Major (0)        |
| Tornei Rolex Series (0) |
| Altri European Tour (1) |

| No. | Data            | Torneo                               | Punteggio di vittoria | Margine | Secondo        |
| --- | --------------- | ------------------------------------ | --------------------- | ------- | -------------- |
| 1   | 20 ottobre 2024 | Estrella Damm N.A. Andalucía Masters | −21 (62-72-63-70=267) | Playoff | Jorge Campillo |

European Tour playoff record (1–0)
| Nr. | Anno | Torneo                               | Avversario     | Risultato                                 |
| --- | ---- | ------------------------------------ | -------------- | ----------------------------------------- |
| 1   | 2024 | Estrella Damm N.A. Andalucía Masters | Jorge Campillo | Vittoria con un par alla nona buca extra. |

### Challenge Tour wins (2)
| No. | Data              | Torneo                    | Punteggio di vittoria | Margine | Secondo                                           |
| --- | ----------------- | ------------------------- | --------------------- | ------- | ------------------------------------------------- |
| 1   | 18 giugno 2017    | Hauts de France Golf Open | −7 (70-70-67-70=277)  | 1 colpo | Jack Doherty, Lorenzo Gagli, Ricardo Santos       |
| 2   | 17 settembre 2017 | Irish Challenge           | −17 (71-68-65-67=271) | 6 colpi | Jarand Ekeland Arnøy, Steven Brown, Oscar Lengdén |

Challenge Tour playoff record (0–2)
| Nr. | Anno | Torneo                         | Avversario                     | Risultato                                               |
| --- | ---- | ------------------------------ | ------------------------------ | ------------------------------------------------------- |
| 1   | 2009 | SK Golf Challenge              | Nicolas Colsaerts, Rhys Davies | Colsaerts ha vinto con birdie sulla seconda buca extra. |
| 2   | 2011 | Fred Olsen Challenge de España | Matthew Baldwin                | Sconfitta con un par alla terza buca extra.             |

### Vittorie Alps Tour (2)
| No. | Data           | Torneo                                 | Punteggio di vittoria | Margine | Secondo            |
| --- | -------------- | -------------------------------------- | --------------------- | ------- | ------------------ |
| 1   | 16 marzo 2007  | Open CDG Développement (as an amateur) | −9 (67-73-67=207)     | 3 colpi | Julien Grillon     |
| 2   | 31 agosto 2008 | AGF-Allianz Open - Trophee Preven's    | −15 (65-66-66-72=269) | 2 colpi | Raphaël Pellicioli |

### Vittorie French Tour  (2)
| No. | Data          | Torneo                                  | Punteggio di vittoria | Margine | Secondo                    |
| --- | ------------- | --------------------------------------- | --------------------- | ------- | -------------------------- |
| 1   | 7 aprile 2012 | Grand Prix Schweppes                    | −17 (67-70-69-65=271) | 1 colpo | Sophie Giquel-Bettan       |
| 2   | 7 aprile 2024 | Championnat de France Professionnel MCA | −9 (64-69-68=201)     | 1 colpo | Franck Daux, David Ravetto |